# Enzo Barboni
Pour les articles homonymes, voir Barboni.
Enzo Barboni est un directeur de la photographie et réalisateur italien né le 10 juillet 1922 à Rome et mort le 23 mars 2002 dans la même ville.
Enzo Barboni utilisait parfois le pseudonyme de E.B. Clucher sous lequel il a tourné beaucoup de films avec le duo Terence Hill -  Bud Spencer.

## Biographie
Enzo Barboni est né à Rome, en Italie, le 10 juillet 1922. En 1942, durant la Seconde Guerre mondiale, il commence à travailler dans le cinéma en tant que correspondant de guerre sur le front de l'Est, comme opérateur de caméra.
En 1961, il entame une carrière de directeur de la photographie. Il travaille à plusieurs reprises avec le réalisateur Sergio Corbucci.
Il fait ses débuts de réalisateur en 1970 avec le western Ciak Mull (L'uomo della vendetta), qui rencontre peu d'audience. Il décide néanmoins de tourner un western spaghetti, une parodie burlesque de western. Ce film, On l'appelle Trinita (titre original : Lo chiamavano Trinità...), est un succès et fait de ses deux acteurs principaux Bud Spencer et Terence Hill des stars.
Enzo Barboni, Bud Spencer et Terence Hill continuent la série avec On continue à l'appeler Trinita (...continuavano a chiamarlo Trinità), un autre succès au box-office.
Enzo Barboni continue à exploiter le filon, ne déviant pas de sa formule gagnante ; ses films ultérieurs sont tous des comédies burlesques et presque tous tournés avec Bud Spencer et Terence Hill. Cette collaboration produit de nombreuses réussites. Mais la carrière de Hill et Spencer commence à décliner. En 1994, Enzo Barboni veut réaliser une suite de Trinita qui serait le chant du cygne du duo Hill-Spencer. Or les deux acteurs préfèrent tourner Petit papa baston (titre original : Botte di Natale), Terence Hill insistant pour en assurer la réalisation à la place de Barboni. L'année suivante, Barboni fait revivre la formule de la série Trinita avec Trinità e Bambino... e adesso tocca a noi mais le film est un échec au box-office,.
Après cette déception, Barboni prend sa retraite et meurt à Rome le 23 mars 2002, cinq mois avant son 80e anniversaire.

## Filmographie

### Comme directeur de la photographie
- 1961 : Romulus et Remus (Romolo e Remo) de Sergio Corbucci
- 1961 : Les Deux Brigadiers (I due marescialli) de Sergio Corbucci
- 1962 : Totò diabolicus de Steno
- 1962 : Lo smemorato di Collegno de Sergio Corbucci
- 1962 : I 4 monaci de Carlo Ludovico Bragaglia
- 1962 : Le Jour le plus court (Il Giorno più corto) de Sergio Corbucci
- 1962 : Le Fils de Spartacus (Il Figlio di Spartacus) de Sergio Corbucci
- 1963 : Gli onorevoli de Sergio Corbucci
- 1963 : Il monaco di Monza de Sergio Corbucci
- 1963 : Gidget Goes to Rome de Paul Wendkos
- 1965 : Massacre au Grand Canyon (Massacro al Grande Canyon) de Sergio Corbucci et Albert Band
- 1965 : I figli del leopardo de Sergio Corbucci
- 1965 : Les Amants d'outre-tombe (Amanti d'oltretomba) de Mario Caiano
- 1965 : Hercules and the Princess of Troy (TV) d'Albert Band
- 1965 : Erik, le Viking (Erik, il vichingo) de Mario Caiano
- 1966 : Texas Adios (Texas, addio) de Ferdinando Baldi
- 1966 : Les Tueurs de l'Ouest (El Precio de un hombre)
- 1966 : L'Homme qui rit (L'Uomo che ride) de Sergio Corbucci
- 1966 : Django de Sergio Corbucci
- 1967 : T'as le bonjour de Trinita (Rita nel West) de Ferdinando Baldi
- 1967 : Io non protesto, io amo
- 1967 : Les Cruels (I crudeli) de Sergio Corbucci
- 1968 : Son nom crie vengeance (Il Suo nome gridava vendetta)
- 1968 : Django, prépare ton cercueil ! (Preparati la bara!)
- 1968 : Un train pour Durango (Un treno per Durango)
- 1968 : Vivo per la tua morte
- 1968 : Les tueurs sont lâchés (Assignment to Kill)
- 1969 : Franco e Ciccio... ladro e guardia
- 1969 : Cinq hommes armés (Un Esercito di cinque uomini)
- 1970 : Kemek
- 1971 : Quand les colts fument... on l'appelle Cimetière (Gli fumavano le Colt... lo chiamavano Camposanto) de Giuliano Carnimeo

### Comme réalisateur
- 1970 : Ciak Mull (Ciakmull - L'uomo della vendetta)
- 1970 : On l'appelle Trinita (Lo chiamavano Trinità)
- 1971 : On continue à l'appeler Trinita (...continuavano a chiamarlo Trinità)
- 1972 : Et maintenant, on l'appelle El Magnifico (E poi lo chiamarono il magnifico)
- 1973 : Les anges mangent aussi des fayots (Anche gli angeli mangiano fagioli)
- 1974 : Même les anges tirent à droite (Anche gli angeli tirano di destro)
- 1976 : Deux super-flics (I due superpiedi quasi piatti)
- 1982 : Ciao nemico
- 1983 : Quand faut y aller, faut y aller (Nati con la camicia)
- 1984 : Attention les dégâts ! (Non c'è due senza quattro)
- 1987 : Renegade
- 1991 : Ange ou Démon
- 1995 : Trinità e Bambino... e adesso tocca a noi